# Günther Ullerich
Günther Ullerich (* 30. April 1928 in Berlin; † 28. November 2007 in Köln) war ein deutscher Hockeyspieler, der dreimal an Olympischen Spielen teilnahm und eine Bronzemedaille gewann.

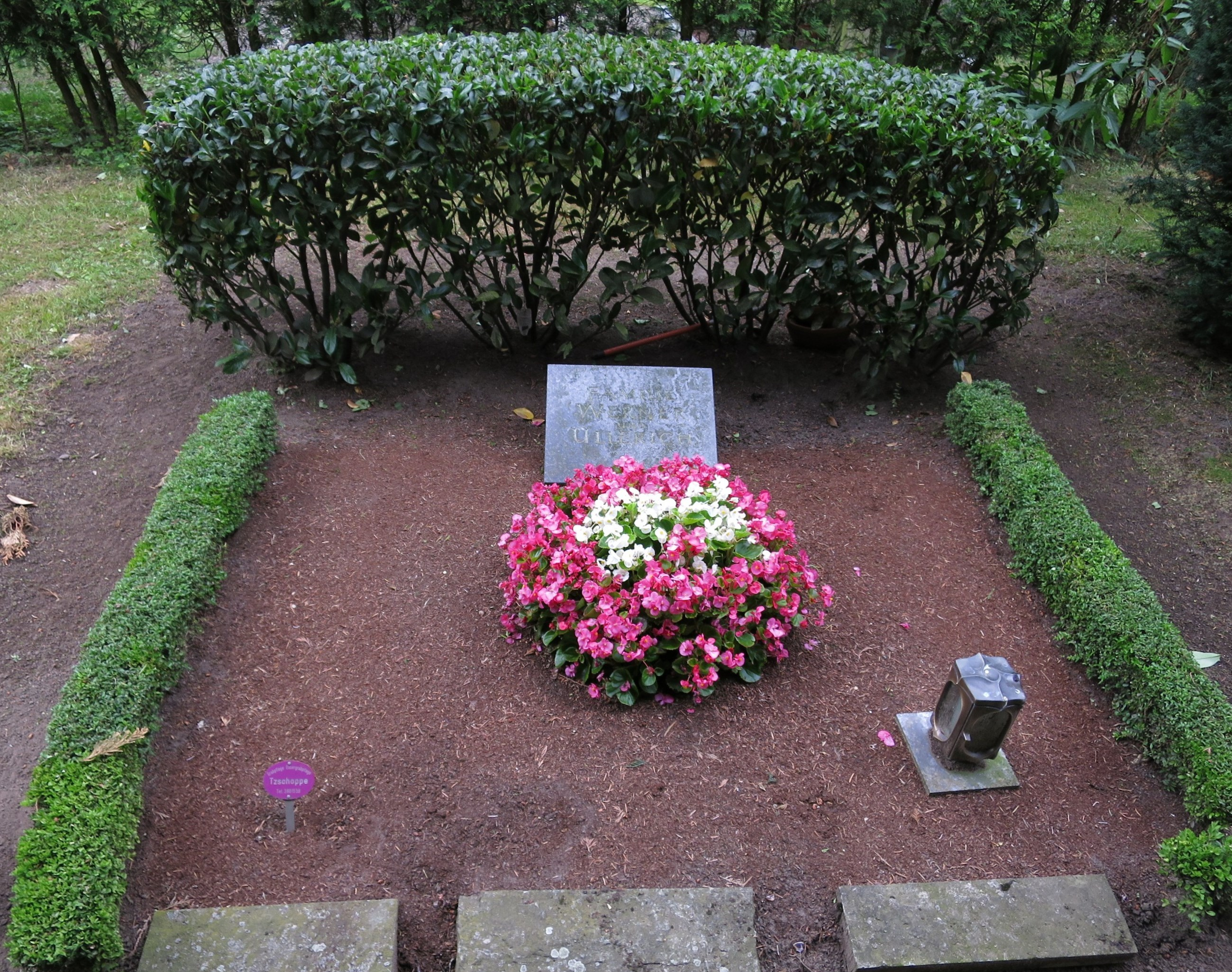
Grabstätte der Familien Ullerich / Werner

Ullerich spielte für Rot-Weiss Köln. 1951 debütierte er in der deutschen Hockeynationalmannschaft. Bei den Olympischen Spielen 1952 schied die Mannschaft im Viertelfinale gegen die späteren Olympiazweiten aus den Niederlanden aus. Vier Jahre später erreichte die deutsche Mannschaft bei den Olympischen Spielen in Melbourne das Halbfinale, dort unterlag das Team der indischen Mannschaft; im Spiel um Bronze gewannen die Deutschen mit 3:1 gegen die Briten.
Für den Gewinn der Bronzemedaille 1956 in Melbourne erhielt er – zusammen – mit der deutschen Olympia-Hockeymannschaft am 21. Januar 1957 das Silberne Lorbeerblatt.
Bei seiner dritten Olympiateilnahme 1960 in Rom unterlag Ullerich mit der deutschen Mannschaft im Viertelfinale den späteren Olympiasiegern aus Pakistan und belegte den siebten Platz. Insgesamt wirkte Ullerich von 1951 bis 1961 in 58 Länderspielen mit.
Ullerich wurde im Familiengrab auf dem Kölner Südfriedhof (Flur 37 Nr. 61/62) beigesetzt.